# Gusman Serph
Gusman-Marc Serph, né le 12 juillet 1820 à Civray et mort le 26 mars 1902 à Savigné, est un homme politique français.

## Biographie
Fils d'un ancien préfet, il est, à l'âge de 24 ans, chef de cabinet du préfet François d'Imbert de Mazères, et est attaché à la préfecture de la Corse de 1849 à 1851. Rentré dans la vie privée en 1852, après le coup d'État, il s'occupe principalement d'agriculture et obtient de nombreuses récompenses aux expositions régionales. 
Président du comice agricole de la Vienne, conseiller général de la Vienne, et d'opinions orléanistes, il échoue comme candidat indépendant au Corps législatif dans la 3e circonscription de la Vienne, le 1er juin 1863. Élu, le 8 février 1871, représentant de la Vienne à l'Assemblée nationale, il prend place au centre droit et vote avec la majorité. 
Réélu, le 20 février 1876, comme candidat du « Comité national conservateur », député de l'arrondissement de Civray, grâce à l'appui du parti bonapartiste auquel il promet l'appel au peuple en 1880, il prend de nouveau place à droite, et, au 16 mai, soutient le ministère de Broglie contre les 363. Réélu, le 14 octobre 1877, il est, en décembre 1879, l'un des fondateurs du groupe constitutionnel auquel la mort du prince impérial donne pendant quelque temps une certaine importance; il est alors vice-président du conseil général de la Vienne. 
Réélu de nouveau, le 21 août 1881, il est invalidé et doit se représenter devant ses électeurs qui le réélisent député, le 2 juillet 1882. Il continue de siéger à droite, et de combattre par ses votes la politique scolaire et coloniale des ministères républicains. Porté sur la liste conservatrice de la Vienne, le 4 octobre 1885, il est réélu, et continue de voter avec la minorité de droite.
Serph est réélu, le 22 septembre 1889, comme candidat conservateur-révisionniste, devient membre de diverses commissions et président de plusieurs bureaux à la Chambre, et se retire de la vie politique après son échec de 1898. 
Il est président cantonal du comice, président d'honneur du syndicat agricole de Civray et membre de la Société des agriculteurs de France.

## Sources
- « Gusman Serph », dans Adolphe Robert et Gaston Cougny, Dictionnaire des parlementaires français, Edgar Bourloton, 1889-1891 [détail de l’édition]